# إريك دارنيل
إريك دارنيل (بالإنجليزية: Erik Darnell)‏ هو سائق سباق أمريكي، ولد في 2 ديسمبر 1982 في بيتش بارك في الولايات المتحدة.

## وصلات خارجية
- الموقع الرسمي
- إريك دارنيل على موقع Racing-Reference.info (الإنجليزية)